# Cyclocephala verticalis
Cyclocephala verticalis är en skalbaggsart som beskrevs av Hermann Burmeister 1847. Cyclocephala verticalis ingår i släktet Cyclocephala och familjen Dynastidae. Inga underarter finns listade i Catalogue of Life.